# Eugen von Böhm-Bawerk
Eugen von Böhm-Bawerk (født 12. februar 1851 i Brünn, død 27. august 1914 i Kramsach, Tyrol) var en østrigsk nationaløkonom. Han var desuden Østrigs finansminister i 1895, 1897-1898 og 1900-1904.
Böhm-Bawerk var Carl Mengers bedste elev og bidrog til at udvikle dennes teorier indenfor nationaløkonomi, som senere skulle komme til at blive kaldt den Østrigske skole. Hans vigtigste elev var Ludwig von Mises. Hans bedste medarbejder (som desuden var hans svoger) var Friedrich von Wieser.
Böhm-Bawerk er mest kendt for sin kritik af Karl Marx og dennes udsugningslære, samt sine relaterede teorier om kapital og rente. Han indførte begrebet tidspræference og mente at denne ligger til grund for fænomenet rente. Han udviklede også en kapitalteori, som bygger på at produktion er opdelt i flere indbyrdes adskilte størrelser, som alle tager tid. Denne produktionsstruktur ligger til grund for hans kritik af Marx. Medens Marx mener at kapitalisten udsuger arbejderen, hævder Böhm-Bawerk at kapitalisten er uomgåelig for at intensivere arbejderne, eftersom han påtager sig den byrde at lave alle beregninger og samtidig vente på indkomst, til produktionen er færdig. Uden kapitalister ville der altså ikke finde nogen produktion sted, som tager længere tid, fordi arbejderne ikke er villige til at vente på sin indkomst. Dette afhjælpes ved, at en kapitalist betaler løn i forskud for produktionen.